# 石作皇子
石作皇子（いしづくりのみこ）は、『竹取物語』に登場する5人の貴公子のひとり。

## 経歴
『竹取物語』では、かぐや姫から自分と結婚する条件として釈迦が使っていたという神々しい光を放つ「仏の御石の鉢」を取ってくるようにいわれるが、彼はインドには渡らず、3年後に大和国十市郡の山寺で見つけた鉢を持参し、これが「仏の御石の鉢」だと主張した。しかし、かぐや姫は鉢が光を放たなかったためにこれを信じず、追い詰められた石作皇子は「白山にあへば光も失するかと鉢（恥）を捨てても頼まるるかな」と洒落でごまかしたものの、これもまた相手にされなかった。

## 表記
最古の写本である伝後光厳天皇宸筆断簡には「石つくりのみこ」。他、古本に「いしつくりの御こ」、流布本に「石作りの御子」など。

## 系譜
不明。天皇家にこのような名前の皇子はいないため、架空の人物と思われる。ただし、5人の貴公子のうち、石作皇子と車持皇子以外の3人は実在するため、石作皇子も未知の実在人物か、または既知の実在人物の別名の可能性もある。

## モデル
江戸時代の国学者・加納諸平は、石作氏を一族に持ち、宣化天皇の4世孫に当たる文武朝の左大臣多治比島を挙げている。しかし島は皇子ではないため、天智天皇か天武天皇の、皇子の一人ではないかという説もある。

## 関連史料
- 上坂信男『全訳注竹取物語』（講談社学術文庫）